# 2394 Nadeev
A 2394 Nadeev (ideiglenes jelöléssel 1973 SZ2) a Naprendszer kisbolygóövében található aszteroida. Nyikolaj Sztyepanovics Csernih fedezte fel 1973. szeptember 22-én.